# Carlo Crivelli
Carlo Crivelli, podepisující se jako Carolus Crivellius Venetus (1430/35 Benátky – 1495/1500 Ascoli Piceno, Marche) byl italský raně renesanční malíř, jehož oltářní obrazy však vykazovaly ještě řadu charakteristik pozdně gotické malby. Po opuštění Benátek (1458) jeho malířský projev ustrnul a bez podstatnějších změn si jeho malba zachovala rysy žáka muránské malířské školy. Jeho umělecký projev měl blízko k Donatellově plastice první poloviny 15. století, takže jím malované postavy již neodpovídaly vkusu doby.

## Životopisná data
Carlo Crivelli se narodil do benátské rodiny malíře Jacoba Crivelliho, což dokládá dokument z roku 1444 nalezený ve farnosti San Moise (Benátky). Jeho mladším bratrem byl Vittore Crivelli (1440–1501), se kterým Carlo příležitostně spolupracoval v Marche. Existence Donata Crivelliho a Ridolfa dal Ricci jako dalších Carlových bratrů nebyla potvrzena. První malířskou zkušenost získal ještě jako chlapec v otcově dílně a snad i v benátské dílně Jacobello del Fiore (1370–1439). Potřebným technikám deskové malby se pravděpodobně vyučil až v muránské dílně Vivariniů, kde se přímo nebo nepřímo seznámil i s pracemi Francesca Squarcioneho. Zlomovým datem v jeho životě se stal rok 1457, kdy byl za únos a cizoložství s Tarsií Cortesovou, ženou námořníka, odsouzen na šest měsíců do benátského vězení. Po propuštění opustil Benátky (1458), kam se již nikdy nevrátil. Přes Padovu odešel do Dalmácie, kde nějaký čas působil v Zadaru (dnes Chorvatsko). Jeho pobyt je zde doložen v letech 1463 a 1465. Po návratu do Itálie žil v regionu Marche (od roku 1468) a to v městech Camerino a Ascoli Piceno (od roku 1473 natrvalo). V Ascoli Piceno se také oženil s Jolandou (?), s níž měl dceru a syna. Pravděpodobně v tomto městě také mezi roky 1495 a 1500 zemřel. Jeho žena pak vedla dlouhý spor o dědictví s Carlovým mladším bratrem Vittorem.

## Umělecká tvorba

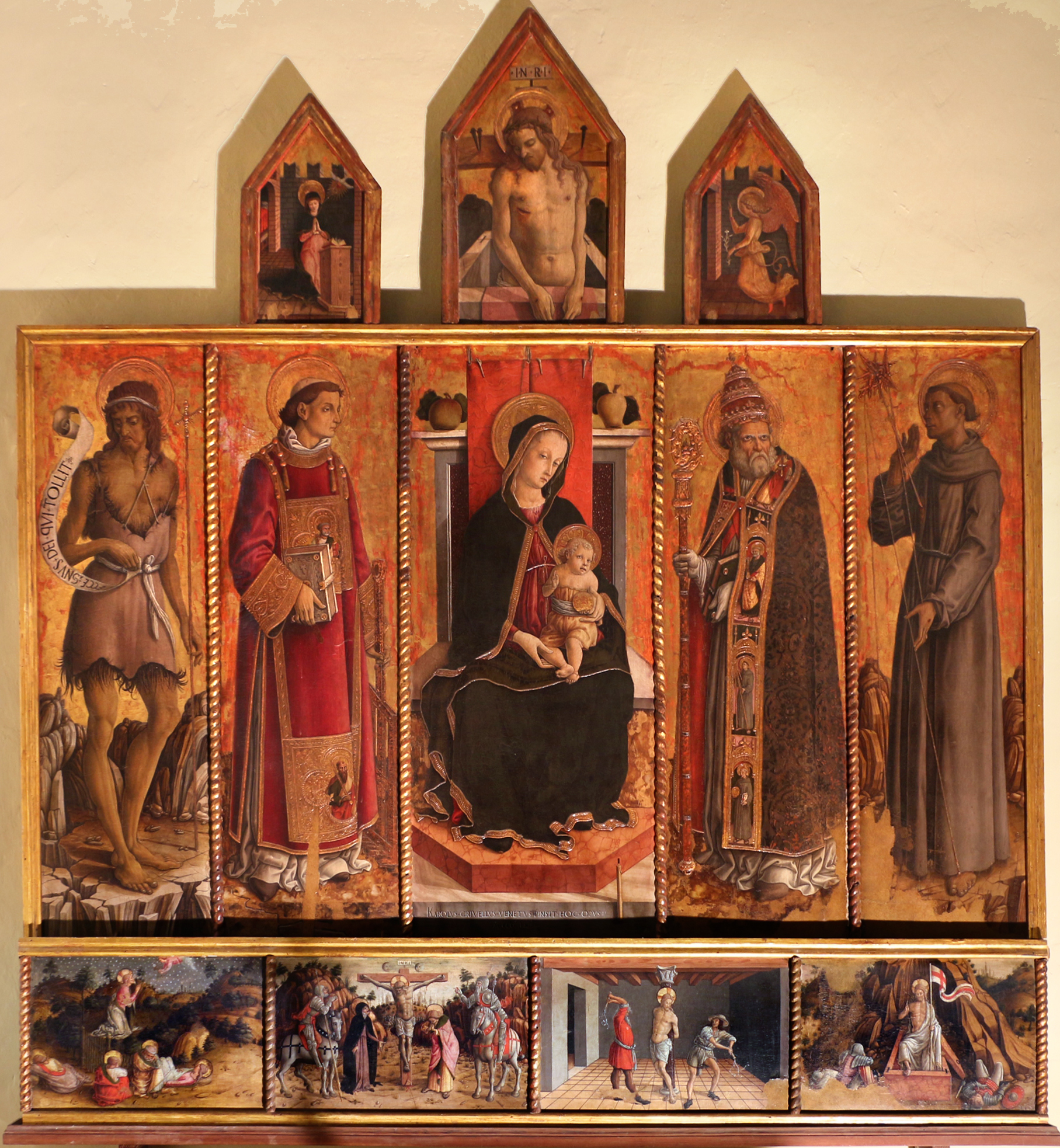
Trůnící Madona se světci (sv. Jan Křtitel, sv. Vavřinec, sv. Silvestr, sv. František z Assisi); na predele výjevy z Kristova utrpení; nahoře mrtvý Kristus mezi P. Marií a andělem ze Zvěstování (datováno 1468, Massa Fermana, Fermo, Marche, Itálie)

Carlo Crivelli maloval výhradně temperou na dřevěnou desku, přestože se již v té době v Benátkách prosazovala olejomalba na plátně. V jeho dochované tvorbě nejsou doloženy žádné obrazy se světskou tematikou. Maloval převážně oltářní polyptychy, v té době již nemoderní, z nichž mnohé byly později rozděleny na jednotlivé desky a následně rozptýleny po obrazových galeriích v Evropě i v mimo ni. První signovanou a datovanou Crivelliho prací je polyptych pro kostel San Silvestro v Massa Fermana (1468).

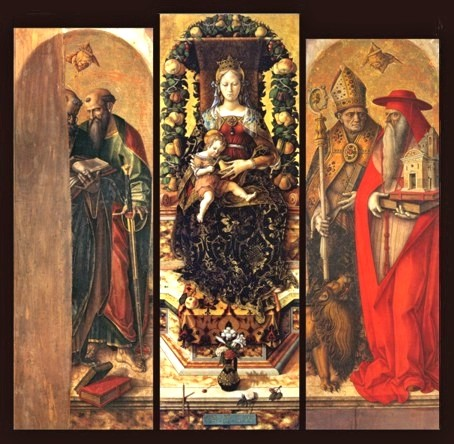
Centrální tryptych Madona se svíčkou a světci (původně polyptych objednaný pro katedrálu v Camerinu, 1488; dnes Madona v Galerii Brera, obě postranní desky v benátské Accademia)

Jedním z jeho později rozptýlených polyptychů byl i oltář s centrální deskou zobrazující Madonu s dítětem (tzv. Madona se svíčkou, dnes Pinacoteca di Brera, Milán) a se sv. Petrem a Pavlem a se sv. Ansovinem a sv. Jeronýmem (dnes Gallerie dell´Accademia, Benátky).. Obraz Madona se svíčkou byl původně středovou deskou tryptychu, který doprovázely další dvě řady deskových obrazů dnes rozptýlených po muzeích v Evropě a ve Spojené státech. Příčinou rozptýlení jednotlivých desek polyptychu, který objednal Bartolomeo di Angelo Consuli (kaplan katedrály v Camerinu), bylo těžké poškození města zemětřesením, včetně tamního dómu.

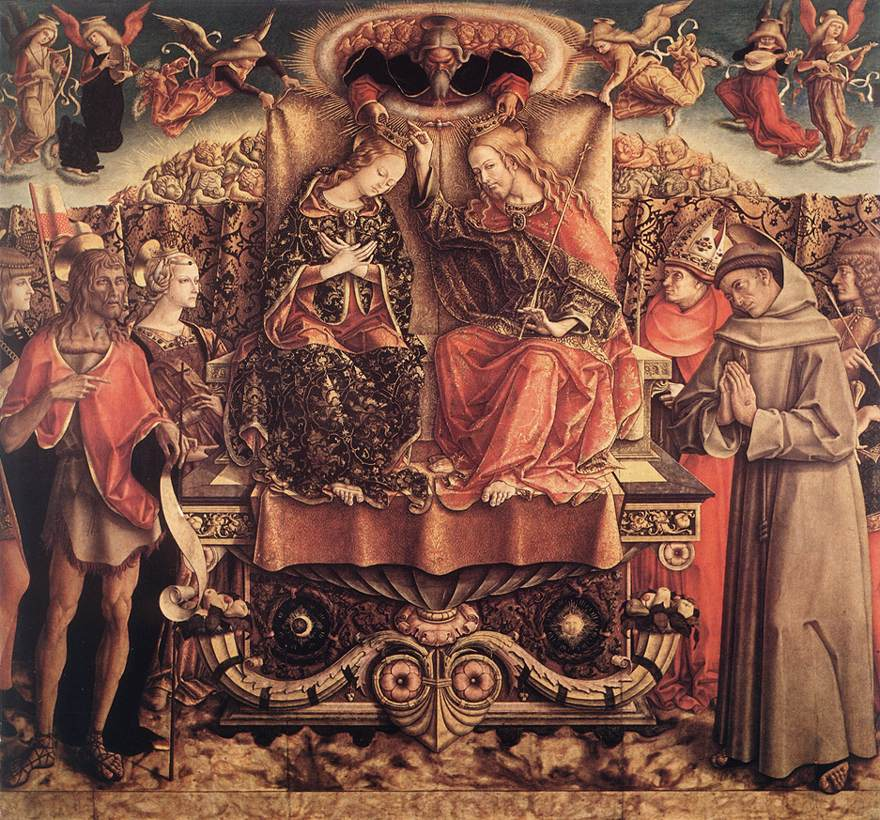
Korunování Panny Marie (1493, dnes Pinacoteca di Brera, Milán), Itálie

Krátce před malířovou smrtí vznikl obraz nazvaný Korunovace Panny Marie (1493, Pinacoteca di Brera, Milán), který představoval završení Crivelliho malířské tvorby. Na tomto deskovém obraze o rozměrech 225×255 cm Crivelli zobrazil vše typické pro jeho tvorbu, která v sobě zahrnovala byzantské i gotické prvky. Z byzantského umění to byl ornament s výjimečnou abstrakcí a z gotického umění malířova záliba v luxusních textiliích. Přitom barevnost obrazu zůstala vyvážená, nevzbuzující dojem nepřiměřené pestrosti. Nepřekvapí proto, že v duchu Crivelliho malby pokračoval pouze jeho mladší bratr Vittore a Pietro Alemanno (1430–1498), který byl jeho žákem a později i pomocníkem.

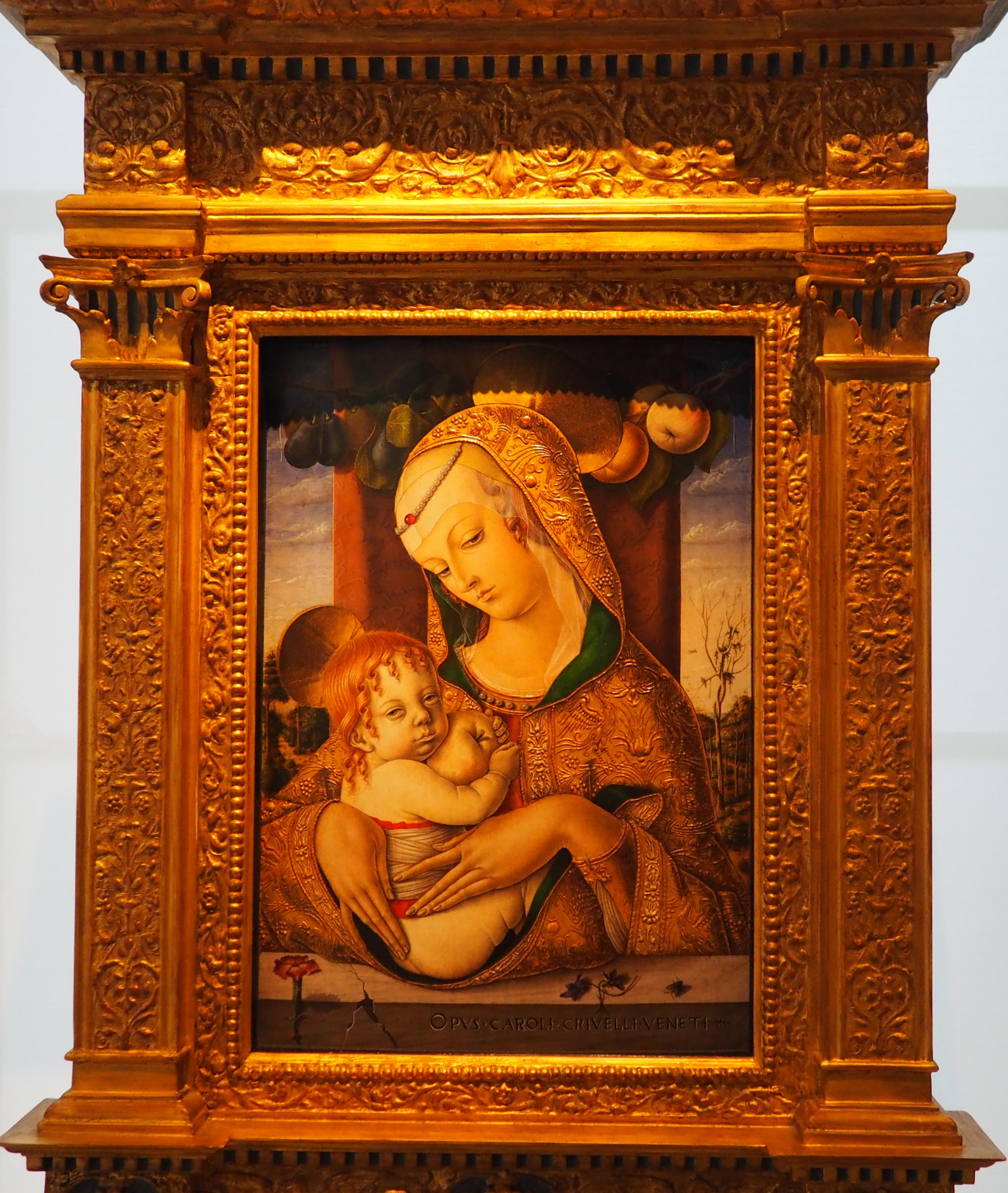
Madona s dítětem (asi 1480, Victoria and Albert Museum, Londýn, V. Británie)

Carlo Crivelli byl také autorem řady drobných, bohatě zdobených obrazů s půvabnou Pannou Marií a Ježíškem. Crivelliho Madony se vyznačovaly zasněným výrazem tváře a štíhlýma rukama s dlouhými prsty, což upomínalo na náboženskou horlivost typickou pro pozdní gotiku. Téměř nikdy na těchto obrazech nechyběla dekorativní vyobrazení různých druhů ovoce (třešně, hrušky, granátová jablka) a zeleniny (dýně, okurky), stejně jako četné květiny, jež v sobě skrývaly křesťanskou symboliku. Tato symbolika umožňovala divákovi připomenout to, co v polyptychu Crivelli maloval na oltářní křídla, predelu či horní nástavby – příběhy ze života a utrpení Ježíše Krista. A tak vyobrazené třešně připomínaly nebeskou slast, zatímco rudý karafiát upomínal na vřelou Kristovu lásku k Panně Marii, stejně jako na pozdější Kristovo utrpení.

## Umělecko-historický význam díla Carla Crivelliho
Ačkoliv se Carlo Crivelli vyučil v muránské malířské dílně Vivariniů, jeho styl měl blíže k umbrijskému malířství, jmenovitě k Pietro Peruginovi (1450–1523), a to pro realismus a zálibu v detailu. Pro původní poučení v Benátkách svědčí jen mimořádná barevnost jeho děl, takže byl považován za vynikajícího koloristu. Jeho styl byl kombinací pozdně gotické malby s nastupující ranou renesancí. Pro provinční charakter jeho maleb malíř po své smrti upadl do zapomnění. Byl znovu objeven v 19. století díky preraffaelistům, jmenovitě E. C. Burne-Jonesovi (1833–1898) a F. W. S. Burtonovi (1816–1900). Od nich vedla již přímá cesta k pozdější secesi.